# Habrocestum inquinatum
Habrocestum inquinatum är en spindelart som beskrevs av Wesolowska, van Harten 2002. Habrocestum inquinatum ingår i släktet Habrocestum och familjen hoppspindlar. Inga underarter finns listade i Catalogue of Life.